# František Antonín Nickerl
František Antonín Nickerl (4. prosince 1813, Praha – 4. února 1871, Praha) byl český lékař a entomolog německého původu, profesor zoologie.

## Životopis
Narodil se v Praze. Studoval filozofii a medicínu na pražské Karlo-Ferdinandově universitě a od mládí se vydával za hmyzem do pražského okolí, hlavně do Prokopského a Břežanského údolí a na vrch Šance. Specializoval se převážně na studium motýlů (Lepidoptera). Podařilo se mu objevit několik nových druhů. Už v mládí objevil můru, která byla pojmenována na jeho počest Luperina nickerlii Frr. Také jediného denního motýla, který byl popsán z území Čech – Hnědáska černýšového (Melitaea aurelia) – našel a popsal právě Nickerl. Později také objevil ještě 5 nových druhů ze skupiny malých motýlů (Mikrolepidoptera). Zasloužil se o publikování prvních seznamů motýlů z území Čech. Už během studií vydal pojednání: „Tagfalter Böhmens (Denní motýli Čech)“, které později rozšířil o ďalší čeledě. Studoval a sbíral hmyz také na různých místech Evropy. Svoje práce publikoval v celé řade časopisů, mimo jiné i v časopise: Lotos.
Roku 1842 se stal asistentem zoologie a mineralogie na univerzitě i na technice. Řádným profesorem zoologie byl jmenovaný v roku 1852 na univerzitě ve Štýrském Hradci, ale na toto místo nenastoupil a stal se roku 1854 profesorem přírodovědy na polytechnice v Praze. V Českém museu zastával místo správce přírodopisných sbírek a na jeho návrh se po roce 1849 ve sbírkách vedle latinských názvů hmyzu zařadili také názvy české.
František Antonín Nickerl publikoval rovněž informace o pěstování Bource morušového (Bombyx mori) v Čechách a zasloužil se o propagaci hedvábnictví v Čechách. Známé byly jeho sbírky motýlů a brouků, které převzal po jeho smrti jeho syn Otakar (Ottokar) Nickerl starší. Pohřben byl na Olšanských hřbitovech.
Profesor MUDr. František Antonín Nickerl byl členem německého přírodovědeckého spolku „LOTOS“ a také členem „Klubu přírodovědeckého v Praze“.

## Dílo
- Nickerl, F. A. et Nickerl, O.: 1906, Die Zünstler Böhmens (Pyralidae). Beitr. z. Insekten-Fauna Böhmens, 3, 1 – 35, Prag.
- Nickerl, F. A. et Nickerl, O.: 1906, Die Wickler Böhmens (Tortricidae). Beitr. z. Insekten-Fauna Böhmens, 4, 1 – 62, Prag